# Pablo Borquez
Pablo Borquez también conocido como Campos Borquez, es un campamento en el municipio de Bácum ubicado en el sur del estado mexicano de Sonora en la zona del Valle del Yaqui. Según los datos del Censo de Población y Vivienda realizado en 2020 por el Instituto Nacional de Estadística y Geografía (INEGI), el ejido tiene un total de 352 habitantes. Casi el 100% de su población se dedica a la agricultura, actividad que fue el motivo de su fundación como localidad.

## Geografía
Véase también: Geografía del municipio de Bácum
Pablo Borquez se sitúa en las coordenadas geográficas 27°2'31.3" de latitud norte y 110°07'02.299" de longitud oeste del meridiano de Greenwich, a una elevación de 16 metros sobre el nivel del mar, se encuentra en el territorio sur del municipio de Bácum, en el valle del Yaqui.